# 大須観音
大須観音（おおすかんのん）は、愛知県名古屋市中区大須2丁目21-47にある真言宗智山派の別格本山の寺院。山号は北野山。本尊は聖観音。寺号は北野山真福寺宝生院。
宗教法人としての公称は宝生院（ほうしょういん）だが、一般には大須観音の名で知られる。日本三大観音のひとつとされる観音霊場。なごや七福神の一である布袋像を安置する。寺内に、『古事記』の最古写本をはじめとする貴重書を多数蔵する真福寺文庫（大須文庫）がある。

## 歴史

### 中島郡大須時代

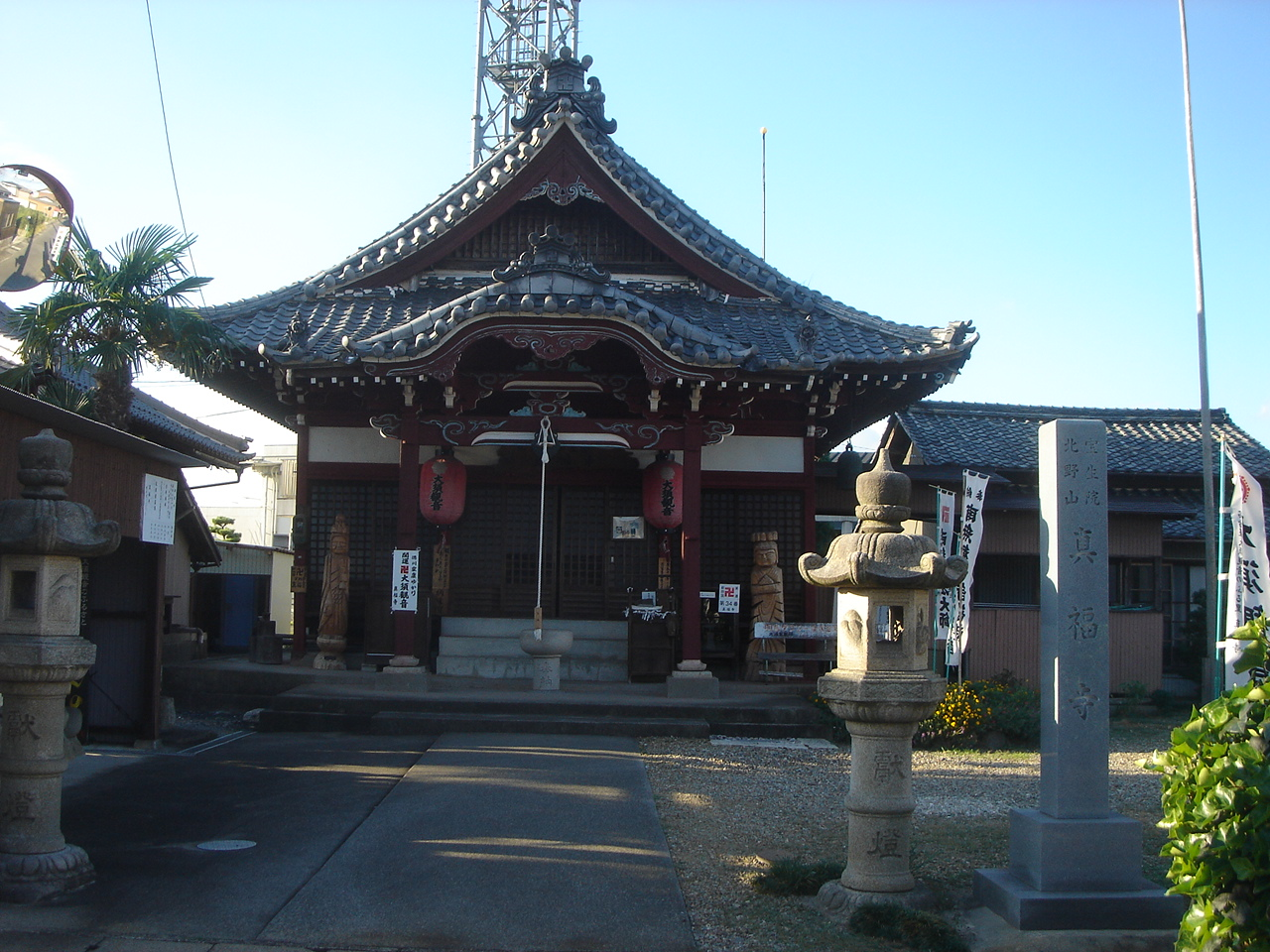
岐阜県羽島市の真福寺

そもそもは建久年間（1190年から1199年）に建立された尾張国中島郡長庄大須（現・岐阜県羽島市桑原町大須）にあった中島観音が発祥であるという。
元亨4年（1324年）、後醍醐天皇によって中島郡に北野天満宮が創建された。元弘3年（1333年）、この社の別当寺として僧の能信が創建した真福寺とその塔頭宝生院が当寺の始まりである。摂津国四天王寺の観世音菩薩を移して本尊にしたとされる。その後、後村上天皇により伽藍が建立され、勅願寺となっている。
3代目住職である任瑜法親王の時には寺領1万石となり、伊勢・美濃・尾張・三河・遠江・信濃6か国の真言宗寺院を末寺としている。
戦国時代には、織田信長により寺領500石が寄進された。

### 名古屋城下時代
慶長17年（1612年）、徳川家康の命により、宝生院は犬山城主の成瀬正成によって本尊や真福寺文庫と共に大須郷から名古屋城下の現在地に移転した。

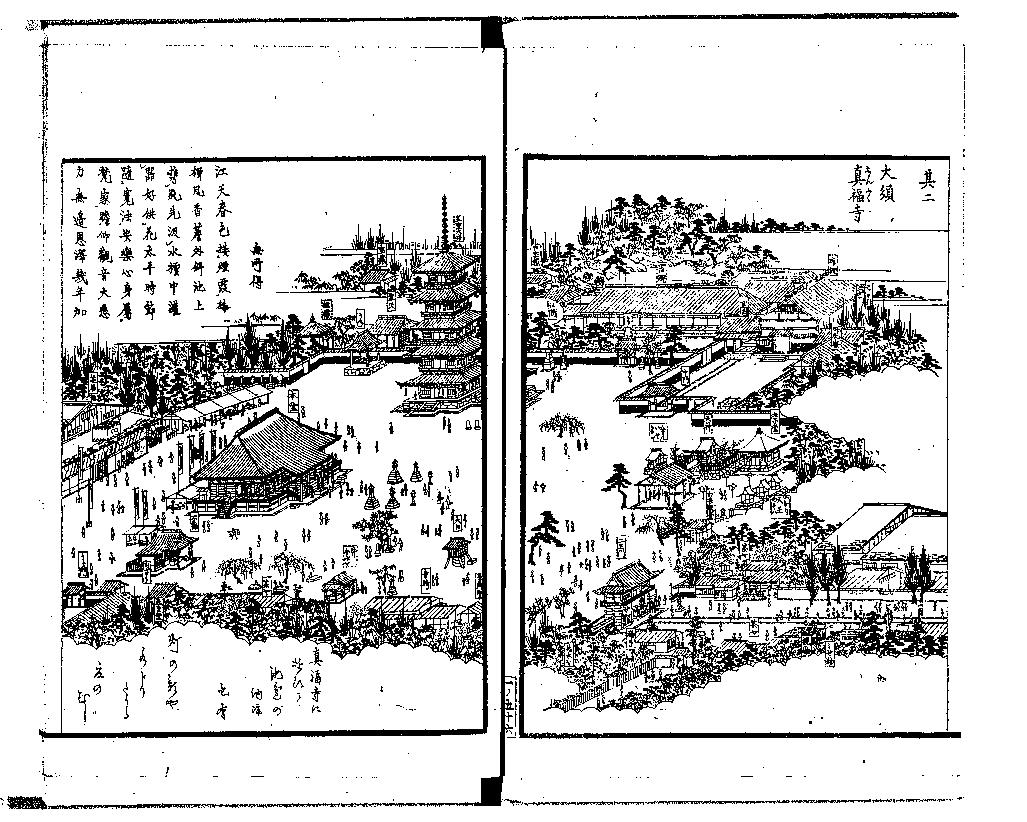
『尾張名所図会』における真福寺
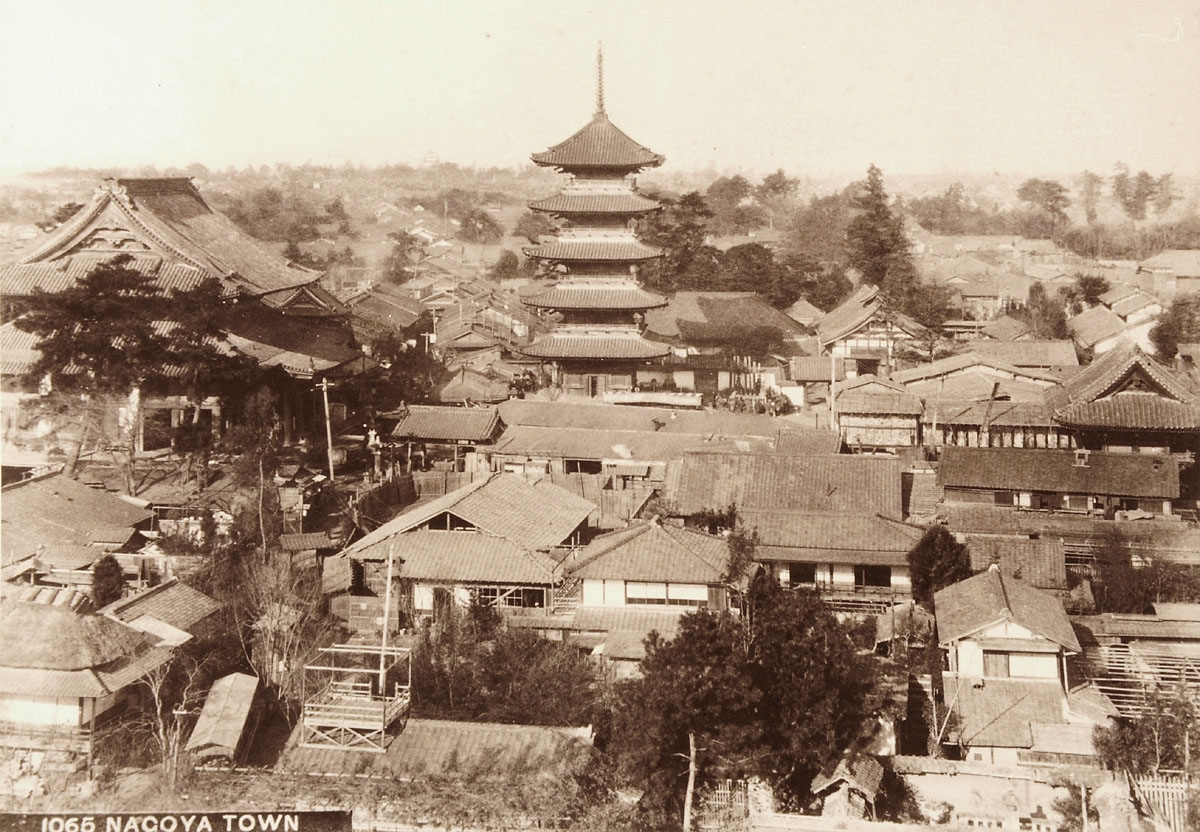
明治時代の境内

#### 大須大火

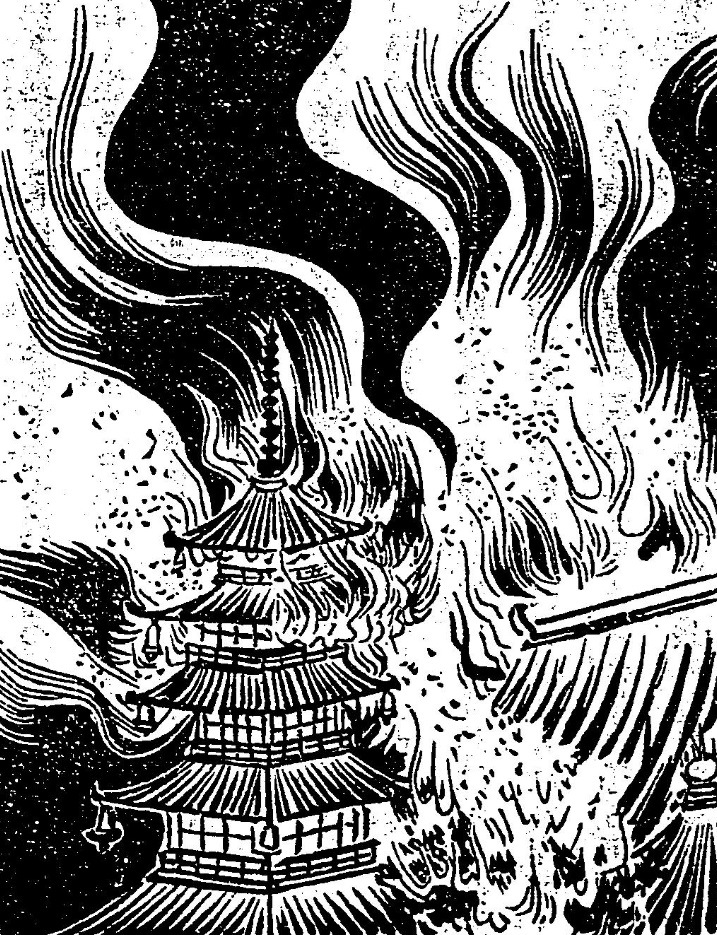
大須大火による五重塔の焼失

文化12年（1815年）には五重塔が建立され、空海が彫った愛染明王像が五重塔内に安置された。1892年（明治25年）3月21日には、境内にあった芝居小屋の宝生座裏手から出火し（大須大火）、本堂、五重塔、仁王門を焼失した。同年4月、大須の大火で焼失した本堂、五重塔、仁王門を再建するために「再建寄附金帳」が書かれた。再建に向けて、本堂、五重塔、仁王門の建地割図（設計図）が描かれ、本堂、五重塔、仁王門に関する再建内容が5丁で記されていた。大須大火後に本堂と仁王門は再建されたが、五重塔は再建されなかった。

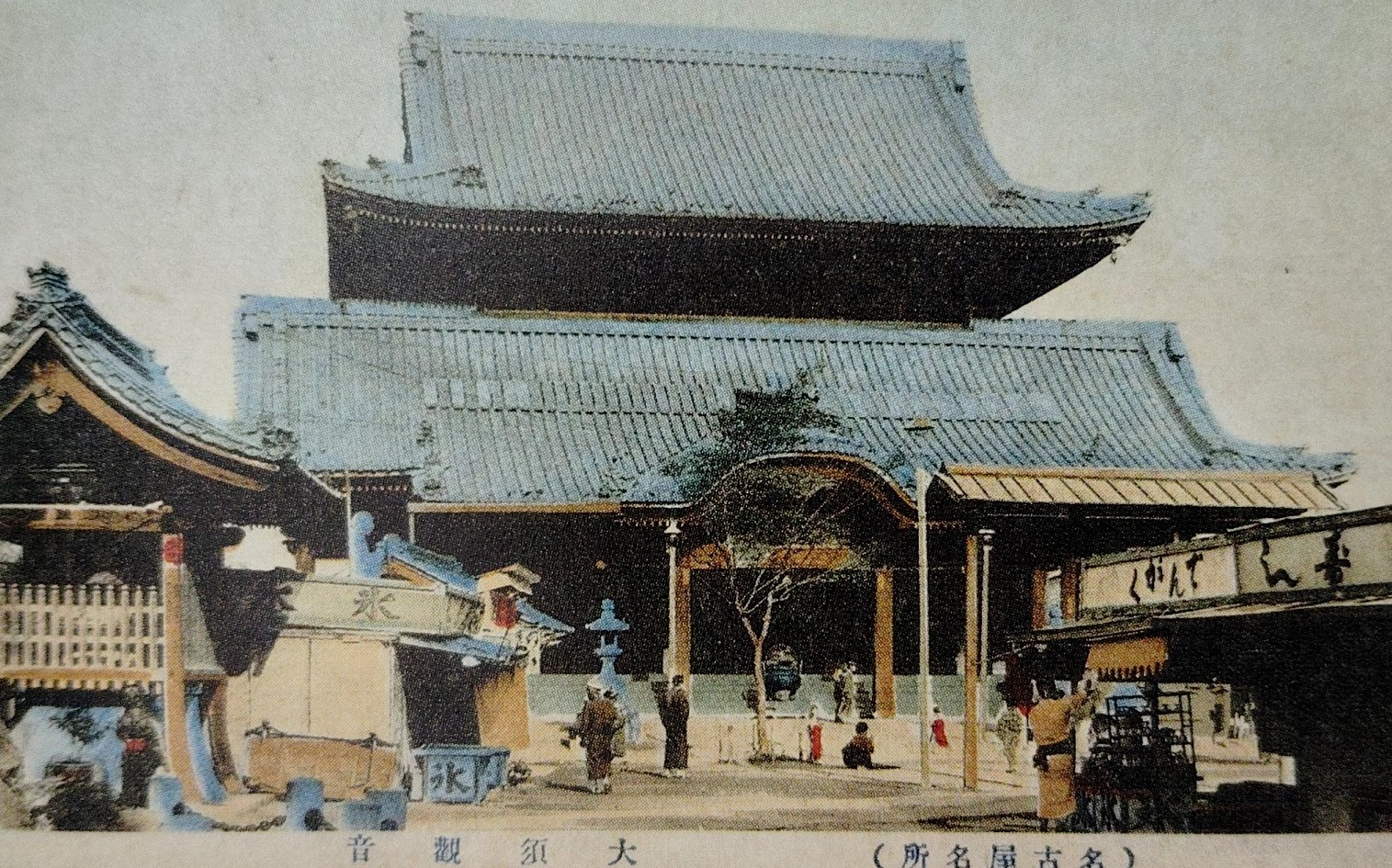
大須大火後に再建された本堂

#### 太平洋戦争

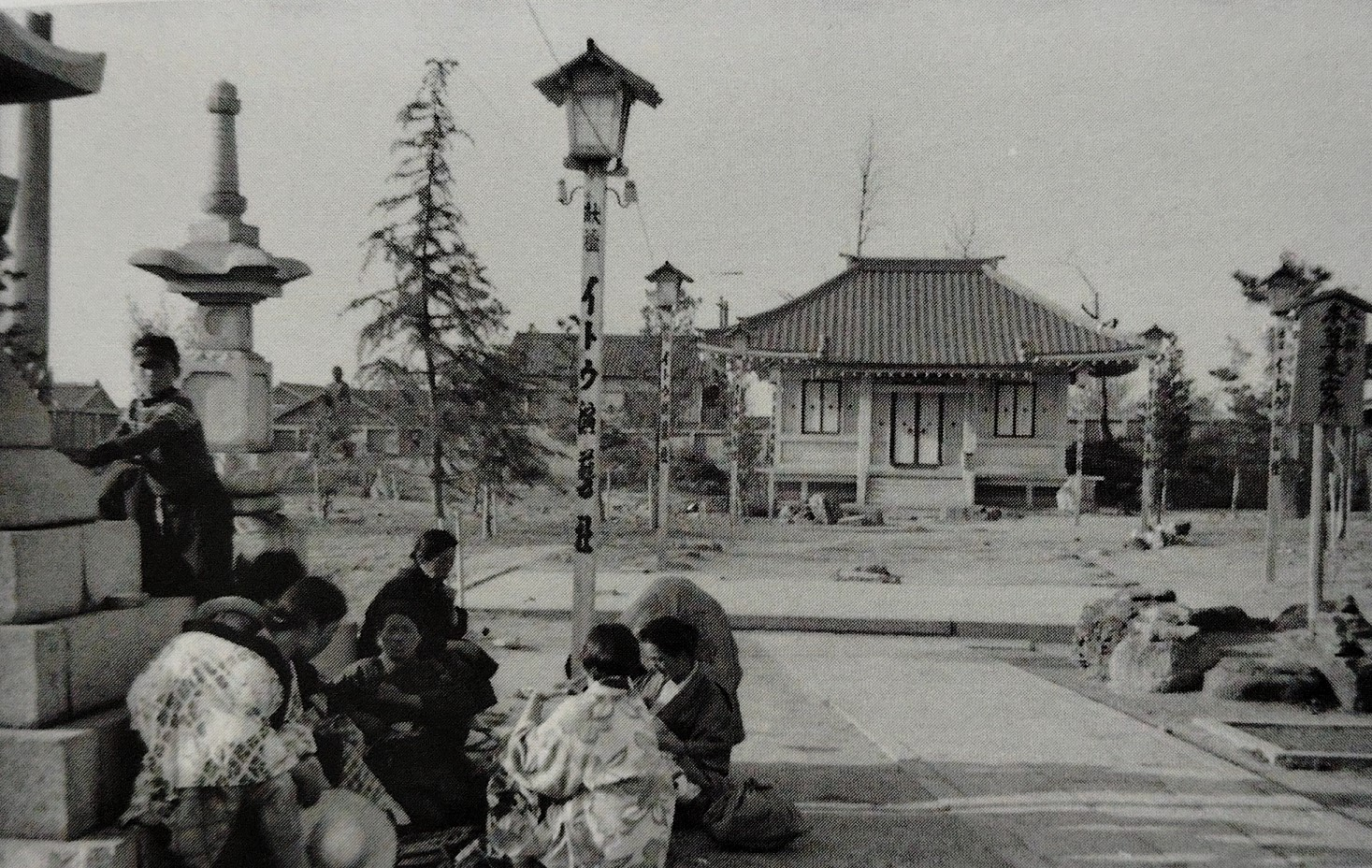
大須文庫以外が焼失した占領期の境内

太平洋戦争末期の1945年（昭和20年）3月19日、名古屋大空襲で本堂などが再び焼失した。本尊は鉄筋コンクリート造の大須文庫に移していたため焼失を免れた。空襲では近隣の七寺なども焼失している。
戦後の1949年（昭和24年）には仮の本堂と仁王門が建てられた。大須の住民や関係者から、大須のシンボルである大須観音の早期の正式な本堂の再建が期待されたが、資金難で再建が大幅に遅れた。

#### 本堂の再建
1970年（昭和45年）、鉄筋コンクリート造で本堂を再建した。当初の再建計画では回廊や五重塔も建設予定であったが、建設資金として当てにしていた浄財がなかなか集まらず、建設は中止された。以後、五重塔などの再建は現在にいたるまで立ち消えた状態である。

## 歴代貫主
1. 能信
2. 信瑜
3. 任瑜法親王
4. 政祝（頼瑜法親王）
5. 信賢
6. 宗真
7. 任慶
8. 任舜
9. 宥覚
10. 政祐
11. 三不
12. 政巡
13. 政覚
14. 政如
15. 日算
16. 祐舜
17. 尭雅
18. 弘算
19. 及誉
20. 頼任
21. 鏡融
22. 尭遍
23. 印雅
24. 深雅
25. 信海
26. 宥済
27. 融範
28. 杲宥（寂堂）
29. 猷江
30. 融応
31. 貞範
32. 宥天
33. 慈海
34. 永慶
35. 宥海
36. 智覚
37. 快隆
38. 賢善
39. 栄順
40. 宥眠
41. 了祐
42. 弘吽
43. 快円
44. 蓮雅
45. 如実
46. 政英
47. 恵秀
48. 滝実昇
49. 鈴木快秀
50. 大槻快尊
51. 野口快宝
52. 鈴木快聖
53. 岡部快芳
54. 岡部快圓

### 能信上人
開山能信上人（以下、能信）は諱を能信、字を浄水、性は桜井にして、正応4年（1291年）に伊勢国鈴鹿郡関の郷井後（現・亀山市井尻町の付近）で誕生する。正和元年（1312年）、癡兀大慧（仏通禅師）の入寂に際して禅学と密教の書籍を全て譲り受ける。文保2年（1318年）、慈恩院の実清阿闍梨に随って落飾する。嘉暦元年（1326年）、安養寺の寂雲に法求す。元弘元年、元徳3年（1331年）、後醍醐天皇が能信に帰依する。元弘3年（1333年）、後醍醐天皇より北野天満宮別当職を拝し真福寺の開山をなす。正平10年（1355年）10月25日、能信が入寂せられる。

## 境内
- 本堂 - 1970年（昭和45年）再建。
- 普門殿
- 紫雲殿
- 庫裏
- 客殿

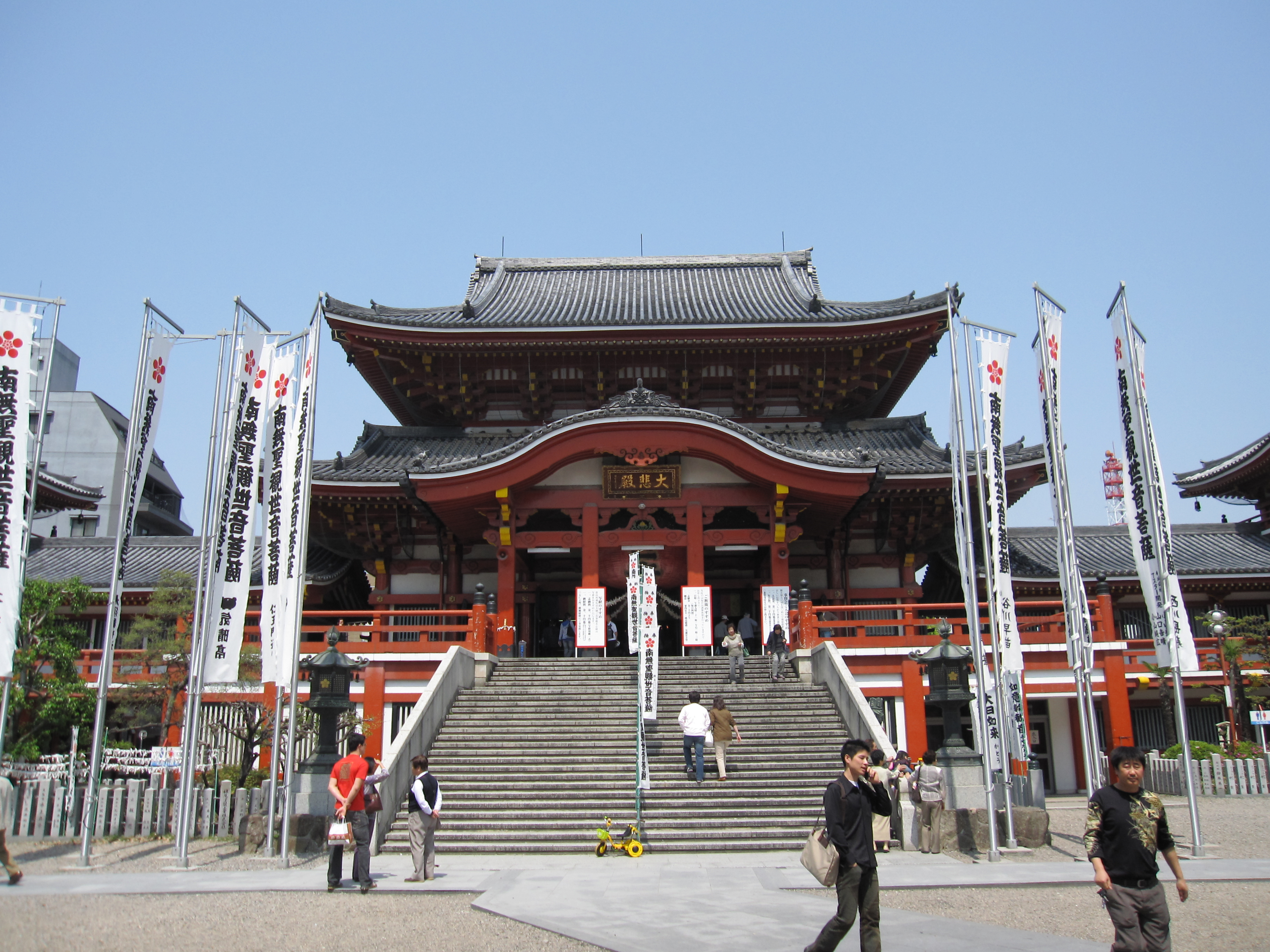
本堂

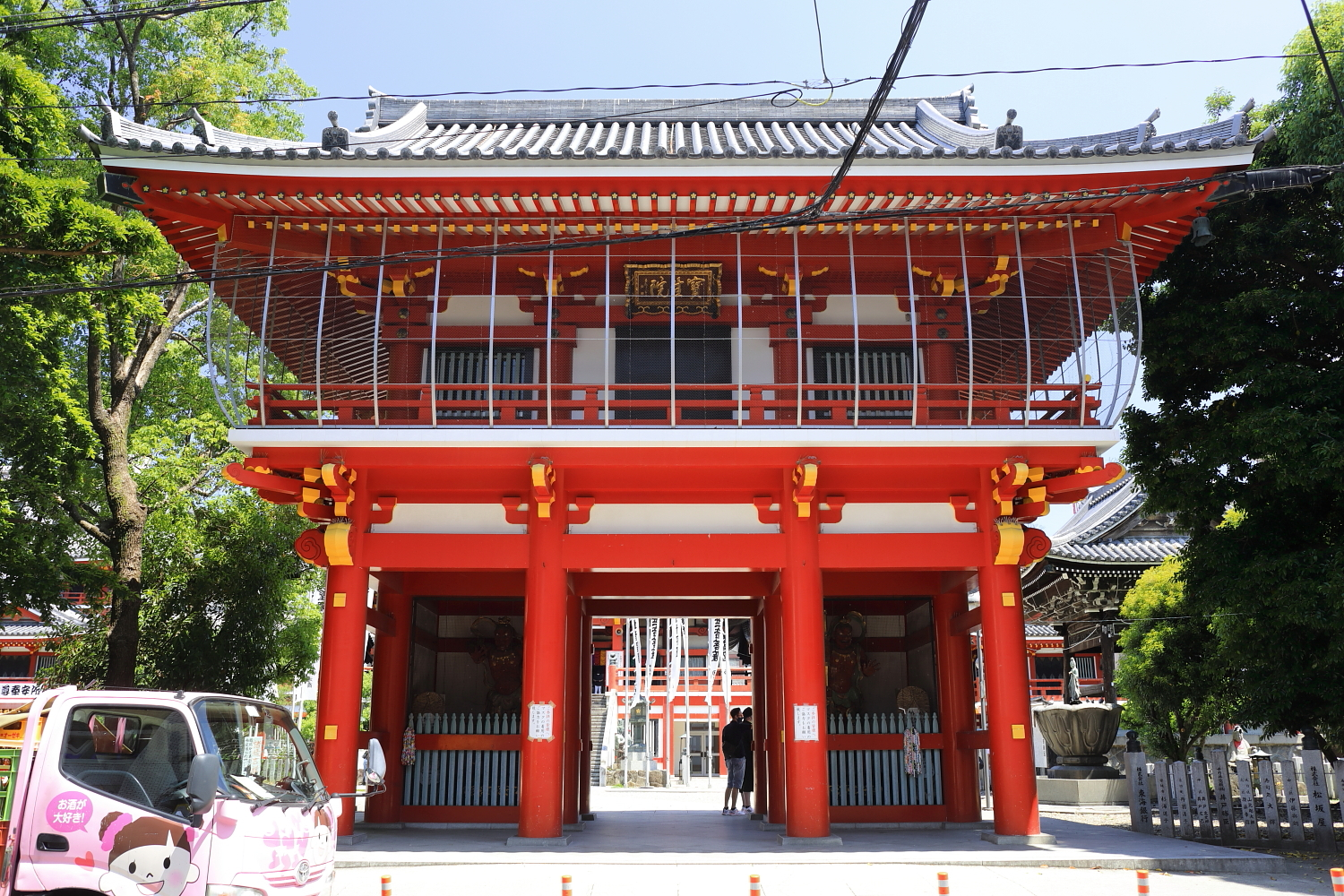
仁王門

- 旧大須文庫（真福寺文庫） - 1934年（昭和9年）、大江新太郎の設計で竣工。鉄筋コンクリート造。太平洋戦争時には本尊などが移され、焼失を免れている。
- 奥書院
- 鐘楼 - 太平洋戦争中には梵鐘が供出された。鐘楼は太平洋戦争中の空襲で焼失を免れている。1966年（昭和41年）、女人のみの寄進によって梵鐘が再鋳され、「華精の鐘」（女人梵鐘）と呼ばれている。
- 弘法大師修行像
- 仁王門
- 西門
- 自動車祈祷殿

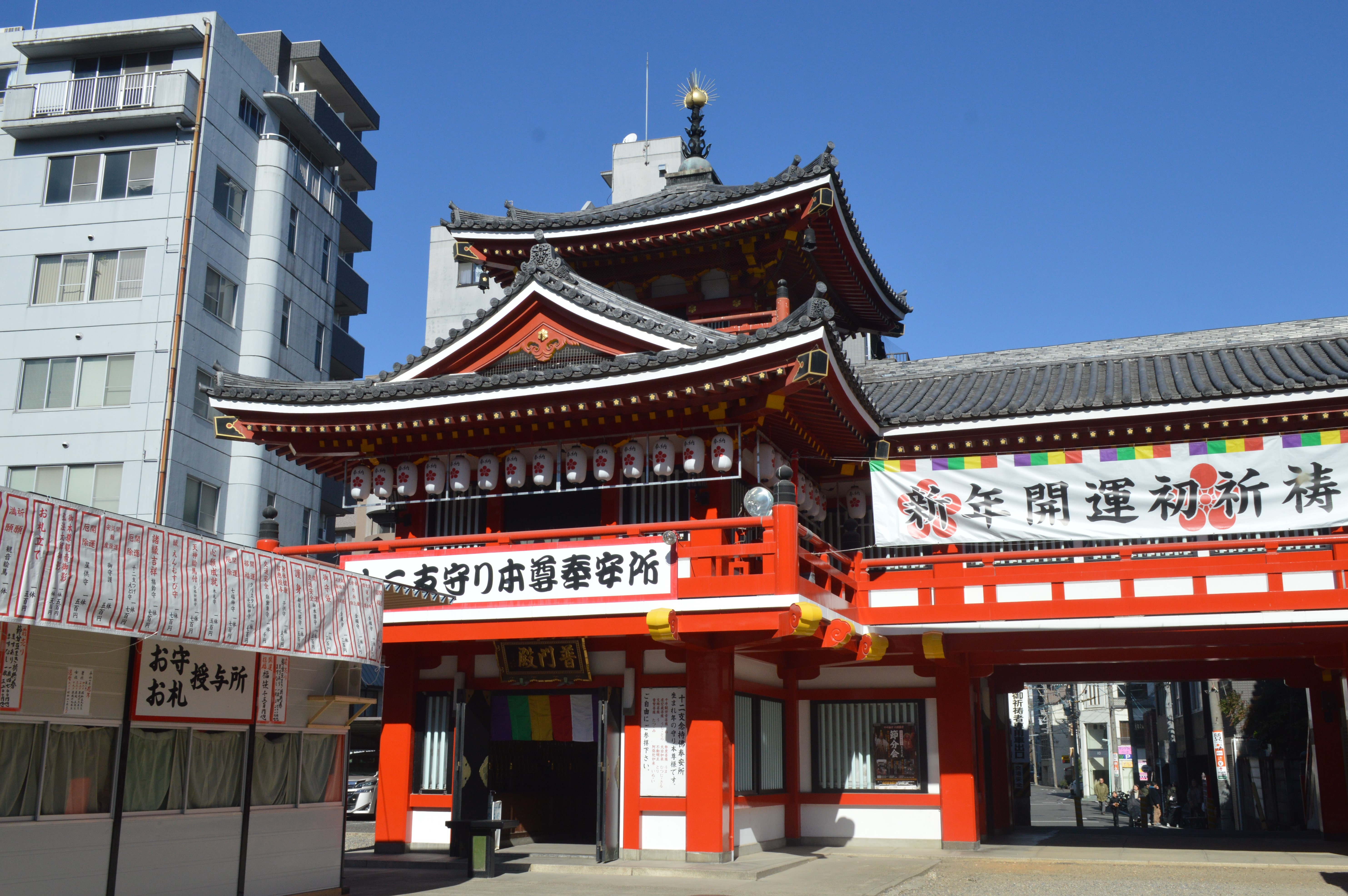
普門殿
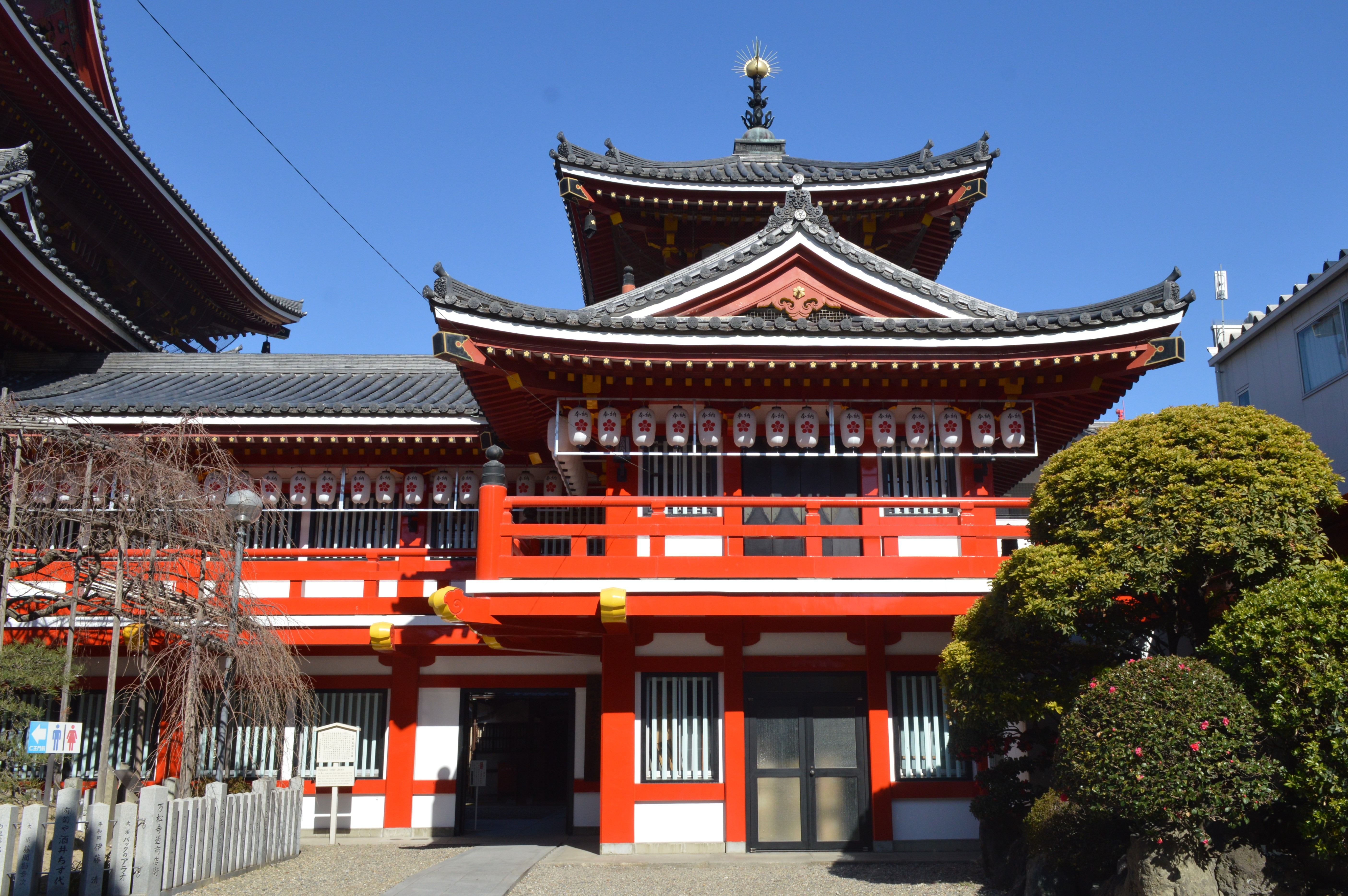
紫雲殿
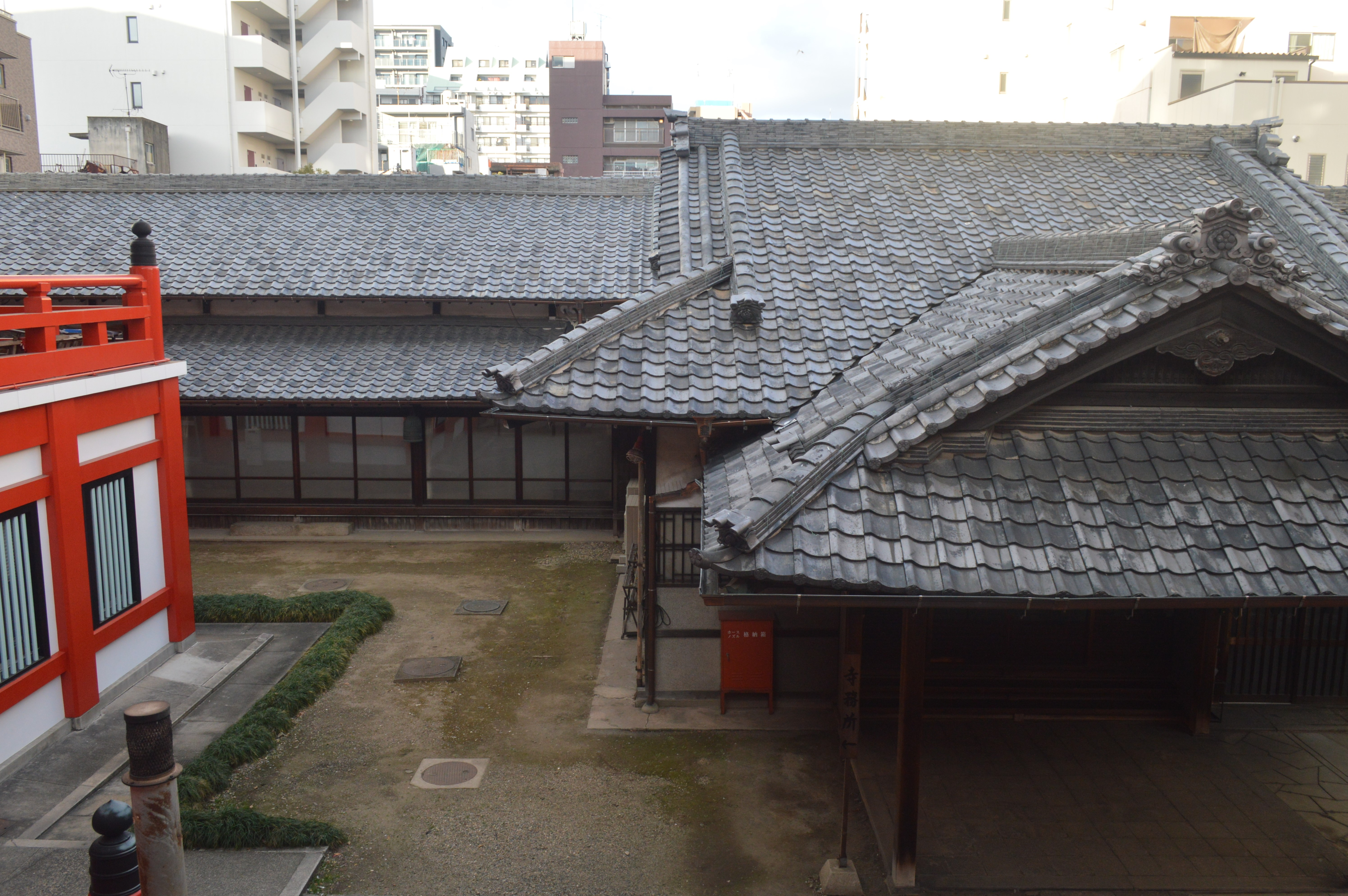
庫裏
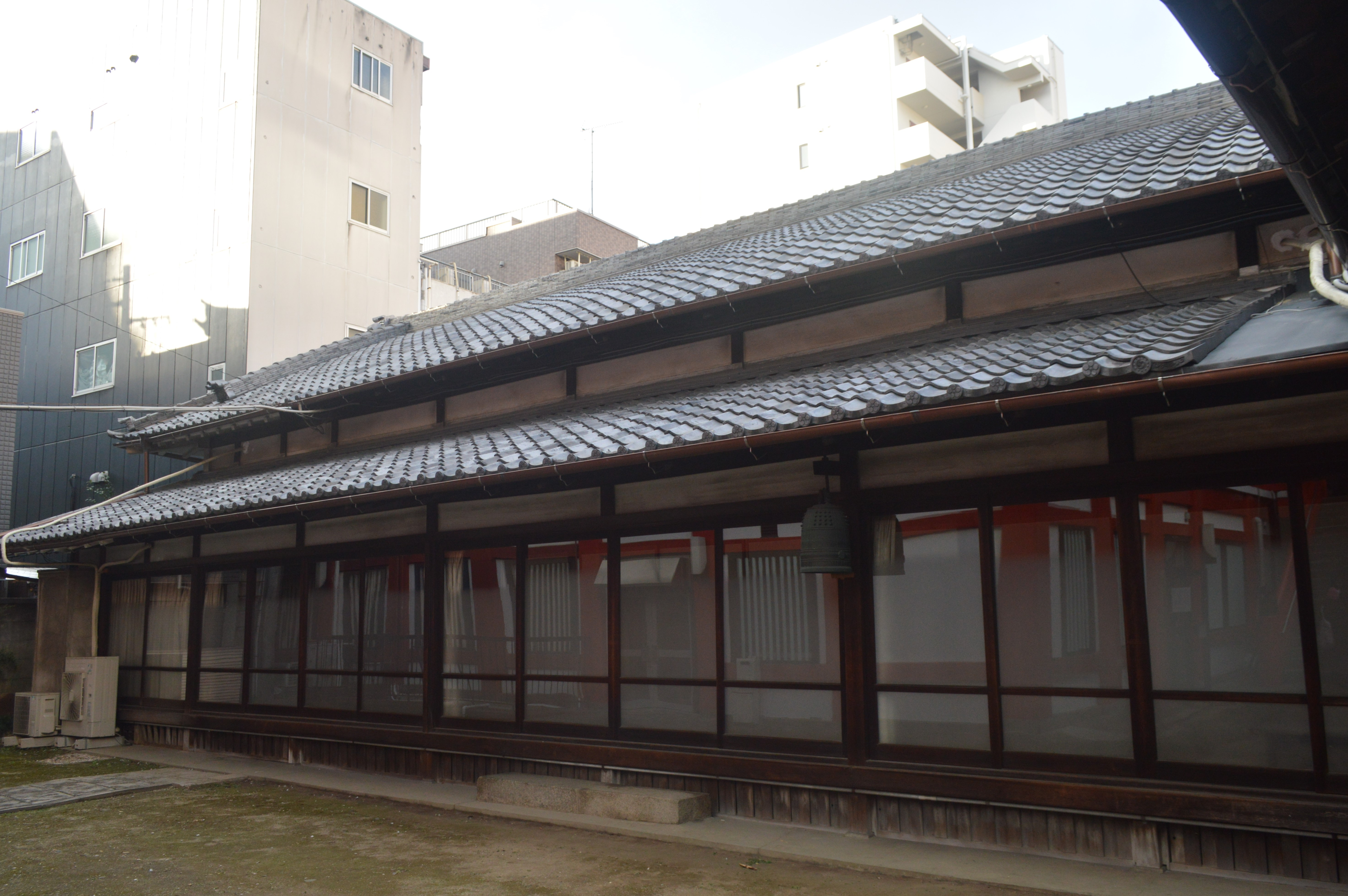
客殿
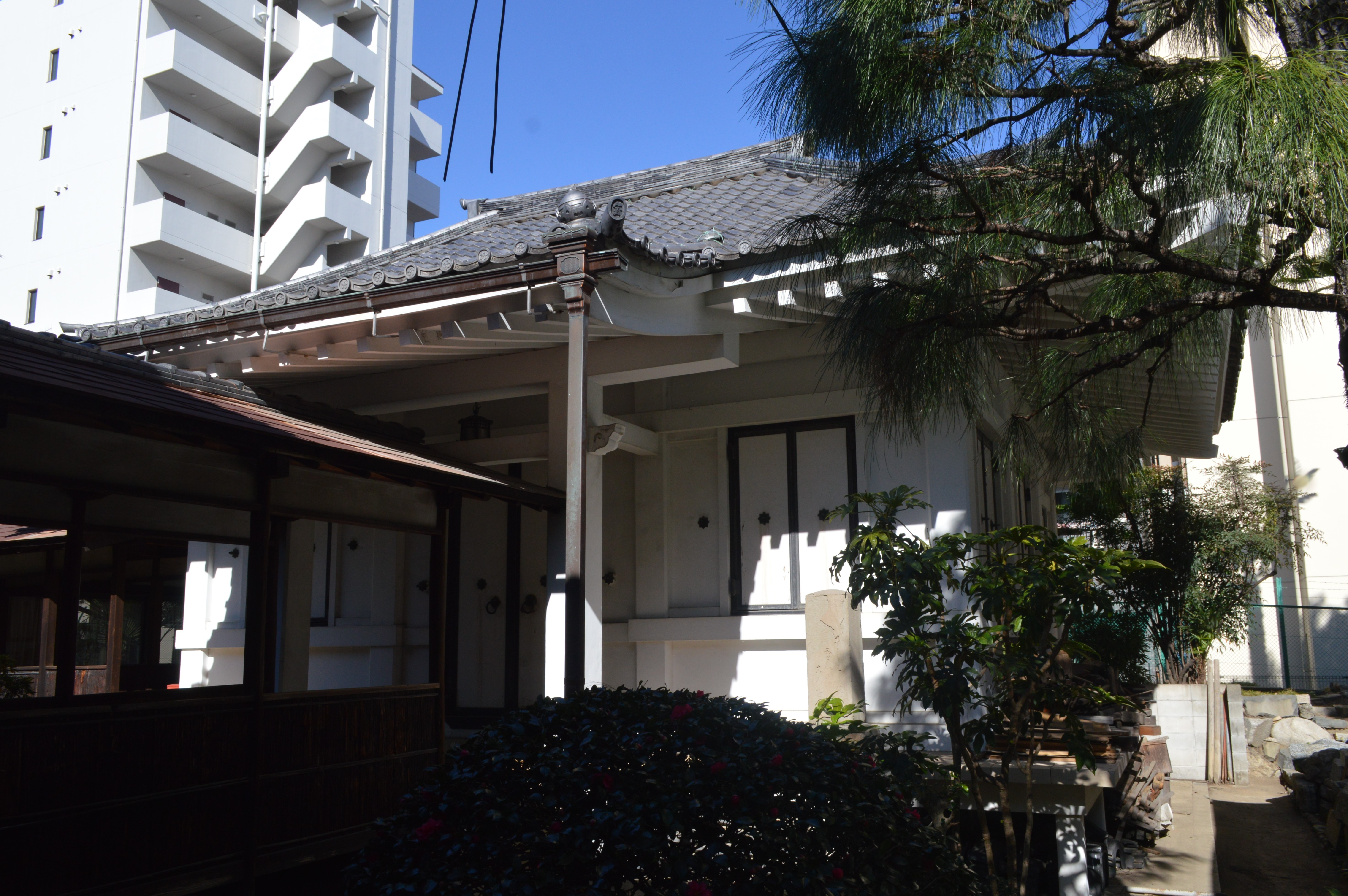
旧大須文庫
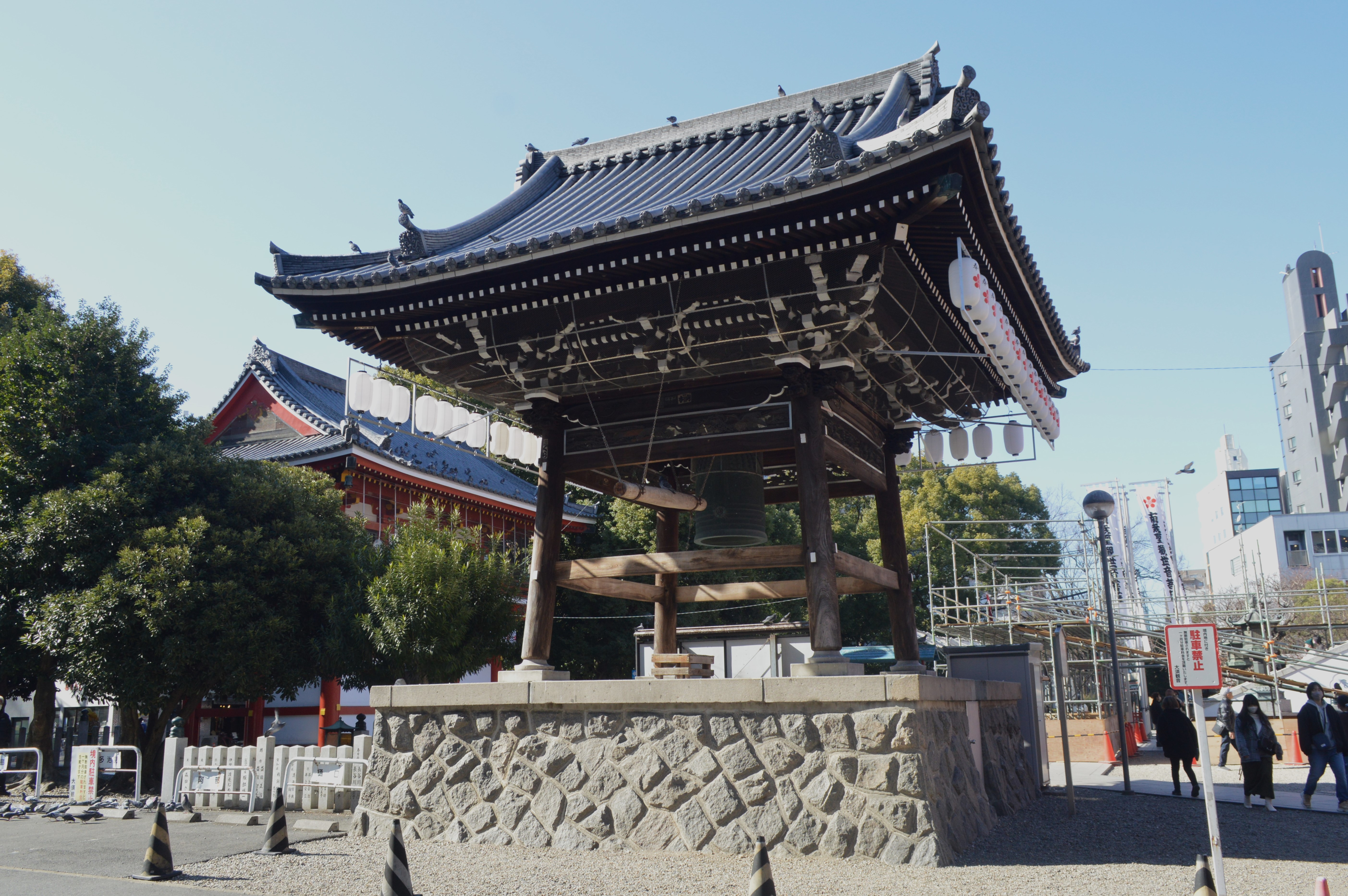
鐘楼

### 真福寺文庫（大須文庫）
真福寺文庫（大須文庫） - 大須観音にある文庫。醍醐寺、根来寺と共に日本三経蔵の1つ。あるいは仁和寺、根来寺と共に本朝三文庫の1つと称される。15,000冊もの古典籍を所蔵。書誌学の世界では真福寺本の名称で呼ばれていて、別名では大須本という。国宝の『古事記』は「真福寺本古事記」として知られている。同書の現存最古の写本である。

## 文化財

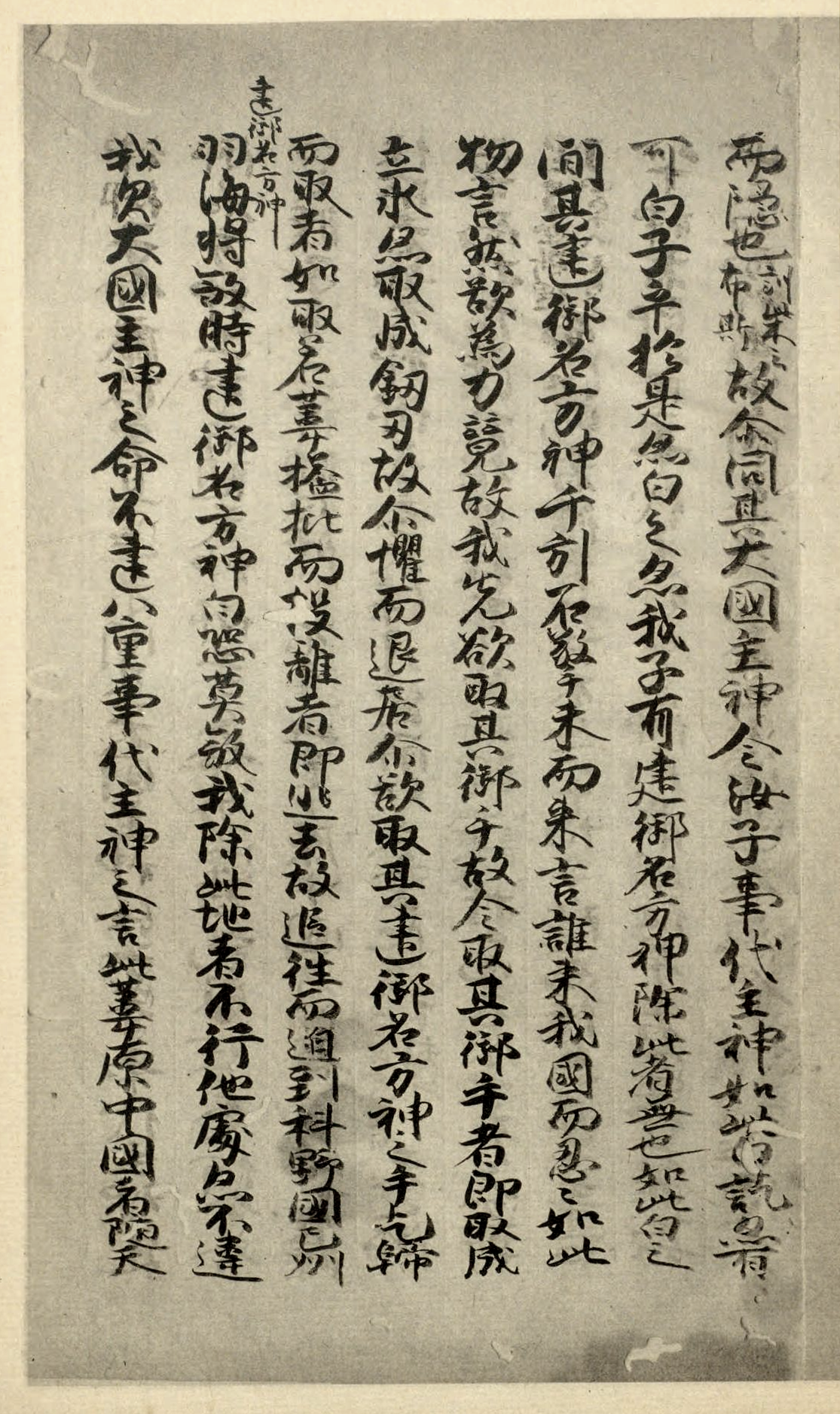
真福寺本古事記（国宝）

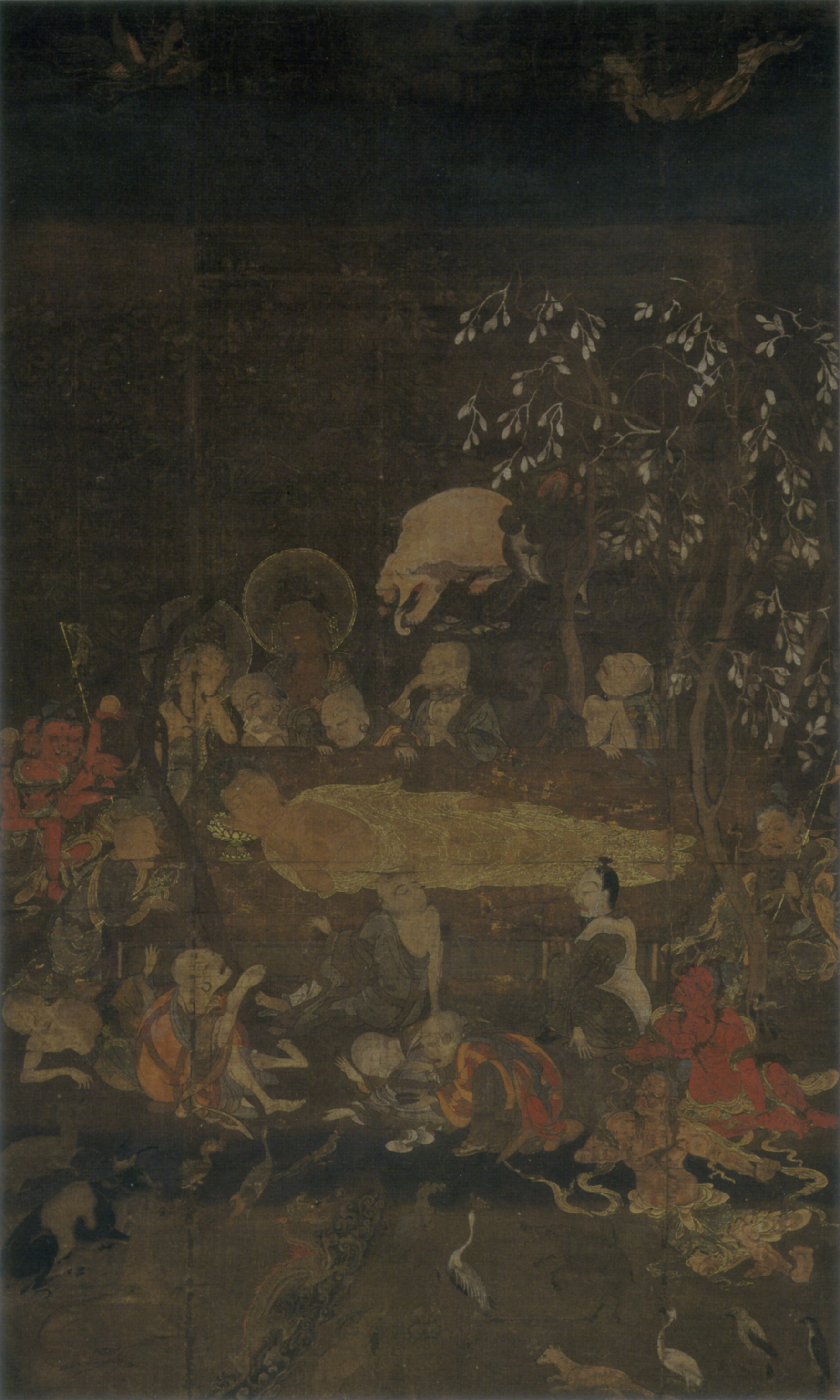
絹本著色仏涅槃図（重要文化財）

### 国宝
- 古事記 賢瑜筆 3帖
- 漢書食貨志 第四 1巻
- 琱玉集（ちょうぎょくしゅう）巻第十二、第十四 天平十九年書写奥書 2巻
- 翰林学士詩集 1巻

### 重要文化財
- 絹本著色仏涅槃図[6]
- 将門記残巻 承徳三年書写奥書 1巻[6]
- 尾張国解文（げぶみ）残巻 1巻[6]
- 七大寺年表 永万元年書写奥書 2巻[6]
- 日本霊異記 巻中下 2巻[6]
- 口遊（くちずさみ） 弘長三年書写奥書  1冊[6]
- 倭名類聚抄（抄本） 弘安六年円朝書写奥書 1冊[6]
- 空也誄（くうやるい） 1巻[6]
- 扶桑略記 2帖[6]
- 古事記上巻抄 1巻[6]
- 宋刊本 玉篇 1冊[6]
- 宋刊本 新雕雙金 1冊[6]
- 宋刊本 大宋僧史略 1冊[6]
- 宋刊本 広韻 上声 1冊[6]
- 宋刊本 礼部韻略 3冊[6]
- 宋刊本 紹聖新添周易神殺暦等残巻 1巻[注釈 1][6]
- 本朝文粋（一括指定）[6]
  - 本朝文粋 巻第十二、十四 弘安三年書写並びに正応元年伝授奥書 2巻
  - 本朝文粋 巻第十四 建保五年貞円書写奥書 1冊
- 熊野三山関連資料（一括指定）[6]
  - 熊野三所権現御記文 1巻
  - 熊野権現蔵王殿造功日記 2巻
  - 熊野三所権現金峯金剛蔵王降下御事 1巻
  - 熊野王子眷属  1巻
- 往生伝（一括指定）[6]
  - 続本朝往生伝 建長五年乗忍書写奥書 1帖
  - 拾遺往生伝 3帖
  - 後拾遺往生伝 正嘉二年乗智書写奥書 3帖
  - 三外往生記 正嘉二年乗忍書写奥書 1帖
  - 本朝新修往生伝 正嘉二年乗智書写奥書 1帖
  - 往生浄土伝 建長六年乗忍書写奥書 3帖
  - 法花経伝 巻三・四、巻五・六、巻七・八 建長八年乗忍書写奥書 3帖
- 弘法大師伝記類（一括指定）[6]
  - 弘法大師伝 元暦元年書写奥書 2巻
  - 弘法大師伝 応安八年書写奥書 1冊
  - 弘法大師伝記 貞和二年書写奥書 1巻
  - 弘法大師行化記 貞和二年書写奥書 1巻
  - 高野大師伝 1帖
  - 弘法大師御入定勘決記 貞治三年深恵書写奥書 2帖
  - 弘法大師御入定勘決抄 承安三年書写奥書 1冊
  - 高野口決 貞治六年書写奥書 1巻

### 愛知県指定有形文化財
- 「因明三十三過記」紙背文書	24通[6] - 鎌倉時代前期。

### 名古屋市指定有形文化財
- 宝生院開山塔[WEB 4]　八事墓地所在
- 宝生院中興開山印雅上人逆修塔[WEB 4]　八事墓地所在

### その他
- 算額：文化12年（1815年）4月 - 三矢金左衛門藤楢奉納（復元）収蔵

## 札所
- 尾張三十三観音第1番
- 東海三十六不動尊第10番
- 尾張八十八か所第21番
- 名古屋21大師霊場第1番
- 大名古屋十二支（主管寺）
- なごや七福神（布袋尊）

## 現地情報
所在地
- 460-0011 愛知県名古屋市中区大須2-21-47

交通手段
- 名古屋市営地下鉄鶴舞線大須観音駅から徒歩すぐ。
- 名古屋市営バス中巡回系統大須観音停留所から徒歩すぐ。
- 名古屋市営バス名駅18系統大須停留所から徒歩。

## 大須観音が登場する作品
- 八十亀ちゃんかんさつにっき[WEB 5] - 安藤正基原作のご当地漫画、アニメ作品。
- メダリスト[WEB 6] - つるまいかだ原作のフィギュアスケート漫画、アニメ作品。
- スケート靴の約束〜名古屋女子フィギュア物語〜[WEB 7] - フィギュアスケートを題材にしたドラマ作品。
- BOYS AND MEN 〜One For All, All For One〜[WEB 7] - BOYS AND MENを題材にした映画作品。